# Si Chomphu (huyện)
Si Chomphu (tiếng Thái: สีชมพู) là một huyện (amphoe) của tỉnh Khon Kaen, đông bắc Thái Lan.

## Lịch sử
Huyện được thành lập làm một tiểu huyện (king amphoe) ngày 1 tháng 7 năm 1965, khi ba tambon Si Suk, Si Chomphu và Na Chan được tách từ huyện Chum Phae. Đơn vị hành chính này đã được nâng cấp thành huyện vào ngày 1 tháng 3 năm 1969.

## Địa lý
Các huyện giáp ranh (từ phía bắc theo chiều kim đồng hồ) Si Bun Rueang của tỉnh Nongbua Lamphu, Nong Na Kham, Wiang Kao và Chum Phae của tỉnh Khon Kaen, và Phu Kradueng của tỉnh Loei.

## Hành chính
Huyện này được chia ra thành 10 phó huyện (tambon), các đơn vị này lại được chia thành 107 làng (muban). Si Chomphu là một thị trấn (thesaban tambon) nằm trên một phần của tambon Wang Phoem. Có 10 Tổ chức hành chính tambon.
| STT. | Tên        | Tên Thái | Số làng | Dân số |  |
| ---- | ---------- | -------- | ------- | ------ |  |
| 1.   | Si Chomphu | สีชมพู     | 11      | 9.039  |  |
| 2.   | Si Suk     | ศรีสุข     | 15      | 11.109 |  |
| 3.   | Na Chan    | นาจาน    | 14      | 10.035 |  |
| 4.   | Wang Phoem | วังเพิ่ม    | 13      | 11.377 |  |
| 5.   | Sam Yang   | ซำยาง    | 6       | 3.875  |  |
| 6.   | Nong Daeng | หนองแดง  | 10      | 7.255  |  |
| 7.   | Dong Lan   | ดงลาน    | 9       | 7.691  |  |
| 8.   | Boribun    | บริบูรณ์    | 12      | 7.111  |  |
| 9.   | Ban Mai    | บ้านใหม่   | 10      | 5.619  |  |
| 10.  | Phu Han    | ภูห่าน     | 7       | 5.109  |  |